# Rogerson (Idaho)
Pour les articles homonymes, voir Rogerson.
 (avril 2020).
Rogerson est une communauté non-incorporée du comté de Twin Falls dans l'Idaho aux États-Unis. La communauté est localisée à environ 30 km (18 miles) au nord de la frontière avec le Nevada par la U.S. Route 93 et environ 7 miles du barrage Salmon Falls (en).